# محمود الجوهری
محمود الجوهری (عربی: محمود الجوهری؛ ۲۰ فوریهٔ ۱۹۳۸ – ۳ سپتامبر ۲۰۱۲) بازیکن سابق و مربی فوتبال اهل مصر بود.

## باشگاهی
از باشگاه‌هایی که در آن بازی کرده‌است می‌توان به باشگاه ورزشی الاهلی مصر اشاره کرد.

## تیم ملی
وی سرمربی تیم ملی فوتبال مصر در جام جهانی فوتبال ۱۹۹۰ بوده است.